# Полежаев, Илья Евгеньевич
Полежаев Илья Евгеньевич (род. 1 августа 1976, Красногорск) — российский музыкант, лидер рок-группы «Свободный полёт».

## Биография
Родился в семье врача и экономиста. В 1994 году, в городе Красногорск, становится одним из создателей группы «Сыновья». В 2003 группа меняет название на «Свободный полет». 7 декабря 2015 года в издательстве "Буки Веди" выходит повесть "Мелодия свободы (Джазовая поэма)". 
Гуру Кен: Как появилась идея написать о музыке 60-80-х? Ведь вы по возрасту только косвенно задели те времена.
Полежаев Илья: Мне всегда казалось, что у нас было только два счастливых поколения за последний век — шестидесятники и «девяностники». Я — из поколения 90-х. Если шестидесятники получили внутреннюю свободу после освобождения от сталинских времен, свободу что-то слушать, что-то делать, то у нас — свобода во всех отношениях. Связь между этими двумя поколениями всегда была сильна. Мы понимаем друг друга. Только что Севу Новгородцева по BBC запрещали, и вдруг — раз… и можно его слушать!
Гуру Кен: И Новгородцев как будто стал тут же менее интересным, как только его «разрешили».
Полежаев Илья: Для тех, кто его не слышал — он стал открытием и после «разрешенности». Мы получили все и сразу. Мы не вылезали из Горбушки, потому что там появилось все — и музыка, и фильмы. Идея написать книгу появилась как идея послания — от моего поколения тому поколению, из 60-х. И сразу появился сюжет.
Вся книга родилась из одной сцены, когда герои прощаются в аэропорту - один остается здесь в России, другой уезжает навсегда за границу. И они молчат, потому что нечего сказать.
(Из интервью порталу "newsmuz.com")  
С 2017 года член "Интернационального Союза писателей".
20 августа 2017 года на лейбле "Бомба Питер" вышла одноименная аудиокнига "Мелодия Свободы", которая была прочитана самим автором.
 Гуру Кен: Мне понравилось, что у повести позитивный открытый финал. Когда читал, побаивался, что все закончится чернухой, смертью, трагическими размышлениями о трудности жизни музыканта, как водится в нон-фикшне.
Полежаев Илья: Читатель всегда ждет развития истории. Ну, скажем, мой герой-музыкант начнет собирать стадионы. Но для меня это совершенно не важно! Важно, что герой получил возможность играть все, что он хотел бы сыграть! Он имеет возможность заниматься своим любимым делом. Он несет свет через свое творчество.
Людям, которые сами не занимаются творчеством, порой трудно объяснить, что сама возможность заниматься творчеством — огромное достижение для творца! Возможно, самое большое достижение в жизни. Так что этот финал был написан намеренно - счастливый финал. История про то, что люди, пройдя сквозь все испытания, продолжают заниматься своим любимым делом, и несут радость в мир.
(Из интервью порталу "newsmuz.com")  
В июне 2018 года на 29 фестивале "Кинотавр" был представлен короткометражный фильм "Развод" режиссера Марии Шалаевой, в котором наряду с актерами Марией Шалаевой, Михаилом Евлановым принял участие Полежаев Илья. Так же в этом фильме звучит песня группы "Свободный полет" - "Квас", которую исполняет Полежаев Илья.
01 августа 2019 года на лейбле "Бомба Питер" вышла аудиокнига "Вечность". Эта аудиокнига является трилогией («Прошлое», «Настоящее», «Будущее») группы «Свободный полет» (Москва). Прочитал ее сам автор - Полежаев Илья. В альбом вошло 60 треков группы (30 стихов и 30 текстов песен).
 Гуру Кен: А сегодня вышла аудиокнига «Вечность». Раньше же у вас все читал актер Михаил Евланов, а теперь ты сам стал читать?
Полежаев Илья: Да, решил почитать сам. У Миши своя подача, у меня своя. Мне стало интересно для самого себя, как бы я смог это прочитать. На аудиокниге я прочитаю 60 своих текстов, это и тексты песен, и просто стихи. Без музыки. Но на тройном альбоме читает по-прежнему Евланов.
(Из интервью порталу "newsmuz.com") 
18 августа 2019 года на фестивале короткометражного фильма "Коротко" в Калиниграде был показан фильм "Курс позитивного мышления". В этой работе режиссера Дарьи Федоровой Полежаев Илья сыграл роль шеф-повара ресторана.
11 ноября 2020 года вышла третья серия веб-сериала "Тамарка" (режиссер Магда Грон), в которой Полежаев Илья выступил в роли барда.
04 ноября 2021 года на лейбле "Бомба Питер" вышел live-альбом "30 лет в музыке". за основу концепции концерта была взята трилогия "Вечность" («Прошлое», «Настоящее», «Будущее») группы «Свободный полет» (Москва).В альбом вошло 60 треков группы (30 стихов и 30 текстов песен) как из этой трилогии, так и более ранние песни автора.
Техническое оснащение концерта тоже было выше всех похвал. Стеллажи с увесистыми фолиантами и коллекцией миниатюрных книг сроду не видели такой мудреной аппаратуры: качественных микрофонов, профессиональных комбиков и всего, что было необходимо для записи этого уникального выступления. Уникальность же его заключалась в том, что программу Илья Полежаев выстроил по аналогии с архитектоникой своего знаменитого альбома «Вечность» (2019). Три отделения символизировали «Прошлое», «Настоящее» и «Будущее», а каждое из них включало вперемежку по 10 стихов и 10 песен.
Естественно, играть на юбилейном концерте только этот альбом — да еще и по порядку — было бы в корне неправильно. Илья Полежаев сразу предупредил (в альбом эти его комментарии не вошли), что многие песни «Вечности» вне электрических аранжировок попросту не прозвучат должным образом. Поэтому от альбома автор оставил узловые моменты (главным образом — начала и финалы каждого диска), наполняя каждую часть новым содержанием.
(из рецензии Дениса Ступникова) 

## Творчество

### LP
- 2000 — «Жизнь»
- 2001 — «Казанский блюз» (слова Оксаны Головко)
- 2007 — «Да будет так» (слова Ольги Никитиной)

### Singls
- 2015 — «Белый вереск» (слова и музыка Ольги Никитиной)

### Live
- 1993 — «Первый концерт»
- 1994 — «Песочный город»
- 2016 — «Ладный Квартирник»
- 2021 — «30 лет в музыке»
- 2022 — «Все будет хорошо»
- 2023 — «Красногогрский блюз»
- 2024 — «Снова вместе»

### Книги
- 2015 — «Мелодия Свободы (Джазовая поэма)» (повесть)

### Аудиокниги
- 2014 — «На одном дыхании» (слова Ольги Никитиной)
- 2017 — «Мелодия Свободы»
- 2019 — «Вечность»

### Драматургия
- 2018 — "Давай сыграем джаз" (пьеса)

### Фильмография
- 2018 - "Развод" (реж. Мария Шалаева) - короткий метр - музыкант
- 2019 - "Курс позитивного мышления" (реж. Дарья Федорова) - короткий метр - шеф-повар ресторана
- 2020 - "Тамарка" (веб-сериал)(реж. Магда Грон) - бард